# 올리비에 리히테르스
올리비에 리히테르스(네덜란드어: Olivier Richters, 1989년 9월 5일 ~ )는 네덜란드의 보디빌더이자 배우이다. 2013년, 리히테르스는 형제 라인과 그의 여자 친구 이베트 헨셀스와 함께 육류 제품 을 공급하는 온라인 회사인 머슬미트(Muscle Meat)라는 회사를 설립했다.

## 출연 작품

### 영화
- 인디아나 존스: 운명의 다이얼 (2023년) - 하우케 역